# William Ashbrook Kellerman
William Ashbrook Kellerman  (1 de mayo de 1850, Ashville, Ohio- 8 de marzo de 1908) fue un botánico, micólogo y fotógrafo estadounidense.

## Biografía
Recibe su Bachelor of Science de la Universidad Cornell en 1874. En 1876 se casa con Stella Victoria Dennis. Para 1879 se mudan a Alemania, donde asiste a las Universidades de Göttingen y de Zürich, donde obtiene su doctorado en 1881. Vuelven a EE. UU., y es profesor de Botánica y de Zoología en el "Colegio Estatal de Kentucky, en Lexington. Luego gana por oposición la cátedra de botánica y de zoología en el "Colegio Estatal de Agricultura en Manhattan, Kansas; para más tarde ser botánico en la Estación Experimental de Agricultura de Kansas State.
Su primera obra importante fue acerca de la agronomía del trigo y de la avena. Desarrolla una serie de experimentos en la EEA de Kansas, demostrando que el agua caliente era un efectivo agente antifúngico.
En 1904 comienza sus expediciones anuales a Guatemala, haciendo presión para crear una Escuela de Botánica tropical en Ohio. Y en 1907, el Estado de Ohio le autoriza a extender su accionar botánico a Guatemala; y en el viaje de ese año, Kellerman contrae una fiebre de la cual morirá a su retorno.

## Algunas publicaciones
- Ellis, JB; WA Kellerman. 1883. New species of North American fungi. Am. Midland Naturalist 17 (11): 1164-[1166]
- Ellis, JB; WA Kellerman. 1885. New Kansas fungi. J.Mycology 1 (1): 2-4
- Ellis, JB; WA Kellerman. 1886. New Kansas fungi. J.Mycology 2: 3-4
- Ellis, JB; WA Kellerman. 1886. Two new species of Cylindrosporium. J.Mycology 2: 81
- Ellis, JB; WA Kellerman. 1888. New Kansas fungi. J.Mycology 4: 26-27
- Ellis, JB; WA Kellerman. 1889. New species of Kansas fungi. J.Mycology 5 (3): 142-144
- Kellerman, WA; WT Swingle. 1889. New species of fungi. J.Mycology 5: 72-77
- Kellerman, WA; WT Swingle. 1890. Report on the loose smut of cereals. Report of the Botanical Department. Annual Report of the Experimental Sta. of Kansas Agric. College Manhattan, Kansas 2: 213-288
- Kellerman, WA. 1900. A Foliicolous Form of Sorghum Smut & Notes on Infection Experiments. The OSU Naturalist 1 (1): 9-10
- Kellerman, WA. 1900. Notes Economic & Taxonomic on the Saw Brier, Smilax Glauca. The OSU Naturalist 1 (2): 24-27
- Kellerman, WA. 1901. Twelve Plants Additional to the Ohio List. The OSU Naturalist 1 (8): 121-122
- Kellerman, WA. 1901. Note & Correction to Ohio Fungi Exsiccati. The OSU Naturalist 2 (2): 161
- Kellerman, WA. 1901. Botanical Correspondence, Notes & News for Amateurs, I. The OSU Naturalist 2 (2): 159-161
- Kellerman, WA. 1901. Mosses : Illustrative Samples. The OSU Naturalist 1 (6): 102-104
- Kellerman, WA; FJ Tyler. 1902. Further Additions to the Catalogue of Ohio Plants. The OSU Naturalist 2 (8): 279-280
- Ellis, JB; WA Kellerman. 1902. A New Species of Phyllosticta. The OSU Naturalist 2 (5): 223-223
- Kellerman, WA. 1902. Poison Ivy & Ivy Poisoning. The OSU Naturalist 2 (5): 227
- Kellerman, WA. 1902. A new species of Rhytisma. J.Mycology 8: 50-51, 1 plancha
- Ellis, JB; WA Kellerman. 1904. A new Phyllachora from Mexico. J.Mycology 10: 231-232
- Kellerman, WA; HH York; HA Gleason. 1906. Annual Report on the State Herbarium for the Years 1903, '04, & '05. The Ohio Naturalist 6 (3): 441-442
- Kellerman, WA; HH York. 1906. Additions to the Flora of Cedar Point, I. The Ohio Naturalist 6 (7): 540
- Kellerman, WA. 1908. Dr Rehm’s first report on Guatemalan Ascomycetae. J.Mycology 14: 3-7

### Libros
- 1883. Elements of Botany
- 1888. Analytical Flora of Kansas
- 1889. Loose Smuts of Cereals
- 1897. Phycotheca
- 1904 - 1907. Ohio Mycological Bulletin
- La abreviatura «Kellerm.» se emplea para indicar a William Ashbrook Kellerman como autoridad en la descripción y clasificación científica de los vegetales.[5]

Este autor publicaba habitualmente sus descubrimientos y clasificaciones de nuevas especies en Wiener Ill. Gart.-Zeitung; Journ. Arn. Arb., y en  J. Wash. Acad. Sci.